# چارلز آستین
چارلز آستین (انگلیسی: Charles Austin؛ زادهٔ ۱۹ دسامبر ۱۹۶۷) ورزشکار پرش ارتفاع اهل ایالات متحده آمریکا است.
وی در مسابقات کشوری و بین‌المللی در مجموع برندهٔ ۴ مدال طلا، ۱ مدال برنز شده‌است.